# Peperina (álbum)
Peperina es el cuarto álbum de estudio de la banda argentina de rock Serú Girán lanzado a fines del año 1981. El disco presenta adelantos notables en cuanto a la calidad de grabación y contiene varios clásicos. El disco fue convertido a formato CD tres veces: la primera fue en 1992 por la EMI Odeón Argentina, bajo el sello de Interdisc que todavía en aquel entonces distribuía; la segunda fue en el año 1994 por la compañía Polygram, después de la Interdisc haber sido comprada por la Polygram; y la tercera fue en el 2004 por la sucesora en intereses de la Interdisc/Polygram (y luego, después, de la EMI Argentina y la mayoría de la EMI excepto en parte de Europa), Universal Music. Un año después de la segunda conversión a formato CD, en 1995, se estrenó la película Peperina grabada durante el recital que dio Serú Giran en el estadio de River Plate en 1992.

## Historia

### Antecedentes y grabación
Incluye la canción Peperina, que trata acerca de la corresponsal en Córdoba de la revista Expreso Imaginario, llamada Patricia Perea. Siempre que Serú Girán tocaba en esa ciudad, ella calificaba la presentación como «bochornosa». Se dice que cuando escuchó «su» tema por primera vez, acotó que Serú Girán seguía sin gustarle, pero que García era «un buen sociólogo».
El "bip" que se escucha durante la canción "Peperina" para tapar la palabra "huevos" no fue producto de un acto de censura, sino que fue agregado por decisión de la propia banda. 

Quisimos demostrar lo grosera que puede ser la censura a nivel auditivo... Como una gracia, medio zappiana.
Charly García.

Inicialmente el disco iba a tener otra tapa. Como se puede ver en el libro de Andy Chernavsky, hay una foto que dice ser de 1981, con un diseño de Charly en el que aparece el mar dividido horizontalmente por el cielo, y en el centro de esa composición aparece un agujero recortado, acompañado arriba del título Peperina y otras historias de cinema verité. No se sabe por qué no se usó ese boceto. Al final se utilizó la foto de una niña prepúber. A nivel compositivo, la fotografía repite el patrón de los dos álbumes anteriores (La grasa de las capitales y Bicicleta) en el sentido de que la imagen lleva toda la carga conceptual de la tapa.

### Contexto
El año 1980 había sido un año trascendental para la banda. Tocaron en el Monterrey Jazz Festival (en Río de Janeiro) ―junto a Weather Report y a John McLaughlin, entre otros―, tocaron ante 65 000 personas en la Rural y tocaron además en un acontecimiento histórico junto a Spinetta Jade en el estadio Obras Sanitarias.  
En marzo de 1981, Serú Girán se presentó en Obras dentro del marco de los carnavales, mientras que Charly García y Pedro Aznar se presentaron en octubre de 1981 en Obras con el músico brasileño Gilberto Gil. Ya para diciembre cerraron el año con unas históricas presentaciones de tres fechas en el teatro Coliseo.

### Presentación
El disco fue presentado los días 4, 5 y 6 de septiembre de 1981 en el estadio Obras. En principio, cuando Charly García y David Lebón compusieron los temas de este disco, García pensó que se trataba más de una película que de un long-play. Por eso se le ocurrió la idea de poner en el recital una pantalla gigante, proyectar videos grabados especialmente y que el grupo tocara en penumbras, acompañando a esas imágenes. Finalmente, la idea fue descartada porque el techo del estadio era demasiado bajo: la pantalla iba a tapar gran parte del escenario y ellos iban a quedar casi completamente ocultos.

### Crítica
Charly García calificó el disco como un adelanto notable en cuanto a la calidad de grabación, sin embargo la famosa revista Pelo no se mostró conforme:

«Peperina no impresiona como un álbum compacto. En él hay canciones que nítidamente se diferencian de nivel, literaria y musicalmente. (...) Tienen marcas familiares de toda la música de Serú: canciones melancólicas, melodías agradables sobresaltadas por algún riff ardiente y las mismas falencias de producción que el grupo arrastra desde su primer trabajo discográfico (...) El disco no decepcionará a los seguidores, pero no tiene la homogeneidad de "La Grasa..." y plantea el interrogante sobre el futuro (...) Llegó el momento difícil: están en la cima y lo que hagan puede hacerlos afirmar o tambalearse».
Pelo Nº154

Por el contrario, Gloria Guerrero, en el número 63 de la revista Humor Registrado, comentaba:

«El álbum, por lo poco que pude escuchar de él en un cassettito, la gasta, y tal cosa no me sorprende». En el número siguiente, completa: «... probablemente, "Peperina" no representa un 'enorme' paso al frente luego de su trabajo anterior. Parece, a fuerza de ser sinceros, algo así como un "álbum complementario" de "Bicicleta", aunque más suelto y espontáneo».
Gloria Guerrero, Humor Registrado Nº63

## Lista de temas
| Cara 1 |                                    |              | |          |  |
| N.º    | Título                             | Escritor(es) | Instrumentos | Duración |  |
| 1.     | «Peperina»                         | García       | * Charly García: piano eléctrico de cola Yamaha CP-70, sintetizador monofónico analógico Minimoog, Sintetizador Moog Opus 3, Órgano Hammond, voz * David Lebón: guitarra eléctrica, voz * Pedro Aznar: bajo Moog + módulo Oberheim, sintetizador polifónico Oberheim OB-X (brass: ‘metales’), Bajo fretless * Oscar Moro: batería | 03:42    |  |
| 2.     | «Llorando en el espejo»            | García       | * Charly García: piano eléctrico de cola Yamaha CP-70, sintetizador monofónico Moog Satellite (de 1974), órgano, voz * David Lebón: guitarra eléctrica, coros * Pedro Aznar: bajo eléctrico fretless (sin trastes), sintetizador monofónico Minimoog * Oscar Moro: batería                                                        | 04:03    |  |
| 3.     | «Parado en el medio de la vida»    | Lebón        | * David Lebón: guitarra acústica, voz * Charly García: piano eléctrico Würlitzer, coros * Oscar Moro: percusión | 02:22    |  |
| 4.     | «Cara de velocidad» (Instrumental) | Lebón        | * Charly García: piano acústico, piano eléctrico Würlitzer, piano eléctrico Clavinet * David Lebón: guitarra eléctrica * Pedro Aznar: bajo eléctrico * Oscar Moro: batería | 02:40    |  |
| 5.     | «Esperando nacer»                  | García/Lebón | * David Lebón: guitarra eléctrica y voz * Charly García: piano eléctrico de cola Yamaha CP-70, piano eléctrico Wurlitzer, coros * Pedro Aznar: bajo eléctrico fretless, órgano, sintetizador polifónico Oberheim OB-X (brass: 'metales') * Oscar Moro: batería.                                                                   | 05:44    |  |
| 6.     | «20 trajes verdes» (Instrumental)  | García       | * Charly García: piano acústico | 02:05    |  |

| Cara 2 |                                        |              | |          |  |
| N.º    | Título                                 | Escritor(es) | Música | Duración |  |
| 7.     | «Cinema verité»                        | García       | * Charly García: piano eléctrico de cola Yamaha CP-70, piano eléctrico Wurlitzer, voces * Pedro Aznar: sintetizador polifónico Oberheim OB-X (brass: 'metales') | 04:55    |  |
| 8.     | «En la vereda del sol»                 | García/Lebón | * David Lebón: tumbadoras, timbaletas, guitarra, voces * Charly García: piano eléctrico de cola Yamaha CP70, voces * Pedro Aznar: bajo eléctrico fretless, sintetizador polifónico Oberheim OB-X (brass: 'metales'), voces * Oscar Moro: batería                   | 03:45    |  |
| 9.     | «José Mercado»                         | García       | * David Lebón: voces, tumbadoras, percusión * Charly García: piano eléctrico Wurlitzer, sintetizador polifónico Moog Opus 3 * Pedro Aznar: Contrabajo, Bajo Moog, sintetizador polifónico Oberheim OB-X (brass: 'metales'), coros * Oscar Moro: batería, percusión | 03:32    |  |
| 10.    | «Salir de la melancolía»               | García       | * Charly García: piano eléctrico de cola Yamaha CP-70, piano eléctrico Wurlitzer, voces * David Lebón: guitarra eléctrica, percusión * Pedro Aznar: bajo eléctrico fretless * Oscar Moro: batería                                                                  | 02:07    |  |
| 11.    | «Lo que dice la lluvia» (Instrumental) | Aznar        | * Pedro Aznar: piano acústico, sintetizador polifónico Oberheim OB-X (brass: 'metales'), guitarra acústica, bajo eléctrico fretless, voces | 05:07    |  |
| 40:02  |                                        |              | |          |  |

## Músicos
- Charly García (1951-): piano eléctrico de cola Yamaha CP-70, piano acústico, piano eléctrico Würlitzer, piano eléctrico Fender Rhodes,  órgano, teclado Clavinet, sintetizador monofónico Mini Moog, sintetizador polifónico Moog Opus 3, Moog Satellite y voz.
- David Lebón (1952-): guitarra eléctrica, guitarra acústica, tumbadoras, timbaletas, percusión y voz.
- Pedro Aznar (1959-): bajo eléctrico, bajo eléctrico fretless, contrabajo, bajo Moog + módulo Oberheim, sintetizador polifónico Oberheim OB-X (brass: ‘metales’), piano acústico, guitarra acústica y voz.
- Oscar Moro (1948-2006): batería y percusión.

## Ficha técnica
- Productores: Serú Girán.
- Ingeniero de sonido: Amílcar Gilabert.
- Fotos de tapa: The Image Bank.
- Fotos interiores: Andy Cherniavsky.
- Diseño gráfico: Claudio Clota Ponieman para estudio Grafix, sobre idea de Charly García.